# Whistler's Brother
Whistler's Brother è un videogioco a piattaforme pubblicato nel 1984 per i computer Atari 8-bit e Commodore 64 dalla Brøderbund. È caratterizzato dalla presenza di due protagonisti, uno direttamente controllabile e uno non giocante che deve essere guidato dall'altro. Questo era considerato l'elemento di novità rispetto ai giochi del suo genere. I due personaggi sono fratelli e il primo richiama l'altro fischiando, da cui il titolo, traducibile "fratello del fischiatore"; il titolo è forse anche un gioco di parole con il celebre dipinto statunitense La madre di Whistler (Whistler's Mother).
Whistler's Brother fu generalmente apprezzato dalla critica, e a volte giudicato piuttosto rapido e impegnativo.

## Trama
Il brillante archeologo Fenton Q. Fogbank è recentemente tornato da una spedizione nella giungla del Sud America. Essendo però molto goffo e distratto, durante la spedizione ha perso attrezzi, appunti e preziosi ritrovamenti. Suo fratello dal nome imprecisato, che è meno incline allo studio ma ha più i piedi per terra, decide di accompagnarlo in una nuova spedizione per ritornare sui suoi passi e recuperare il materiale. Dovrà affrontare pericoli di ogni genere mentre bada a Fenton, che si aggira sempre concentrato sulla mappa che tiene in mano, senza neanche guardare dove va.
Il gioco inizia al porto di partenza e prosegue a bordo della nave, nella giungla, in una complessa tomba infestata da mummie viventi e altre creature, nelle paludi, sui dirupi abitati da nativi ostili, in caverne e miniere infestate da mostri, e infine sulla nave per il ritorno.

## Modalità di gioco
I due personaggi si muovono in un ambiente bidimensionale a scorrimento in tutte le direzioni. Ogni livello è un diverso scenario, lungo come parecchi schermi e alto come tre schermi, ed è un labirinto di piattaforme e scale o altri appigli verticali. Il fratello direttamente controllato dal giocatore può muoversi in orizzontale e lungo le scale, a due diverse velocità (spingendo il joystick in diagonale si va più veloci). L'archeologo si muove costantemente avanti e indietro fin dove può e il giocatore può fargli cambiare direzione con un fischio: quando il fratello fischia, l'archeologo se possibile va nella stessa direzione in cui è orientato il fratello, che è evidenziata anche da una piccola freccia nella linea di stato. Entrambi i personaggi restano sempre visibili e possono allontanarsi l'uno dall'altro solo fino ai limiti dello schermo. L'obiettivo è guidare l'archeologo fino all'uscita del livello.
Ci sono diversi tipi di pericoli da evitare, incluso cadere in eventuali buchi, e il fratello può anche cadere dai bordi delle piattaforme. Di tanto in tanto scoppiano temporali e i fulmini sono letali. Se uno qualsiasi dei due personaggi incappa in un pericolo si perde una vita. Sparsi per i livelli ci sono molti oggetti da raccogliere per ricevere bonus di punteggio, tra i quali due attrezzi per livello. Solo dopo aver raccolto entrambi gli attrezzi il fratello acquisisce la capacità di roteare su sé stesso, quando si muove in orizzontale. Quando sta roteando, il fratello diventa immune ai pericoli ed è in grado di tappare eventuali buchi della piattaforma.
L'intera spedizione è composta da 13 livelli, chiamati capitoli, poi il ciclo si ripete più difficile fino a 16 volte.
L'accompagnamento musicale è ragtime.